# Ryō Fukuda

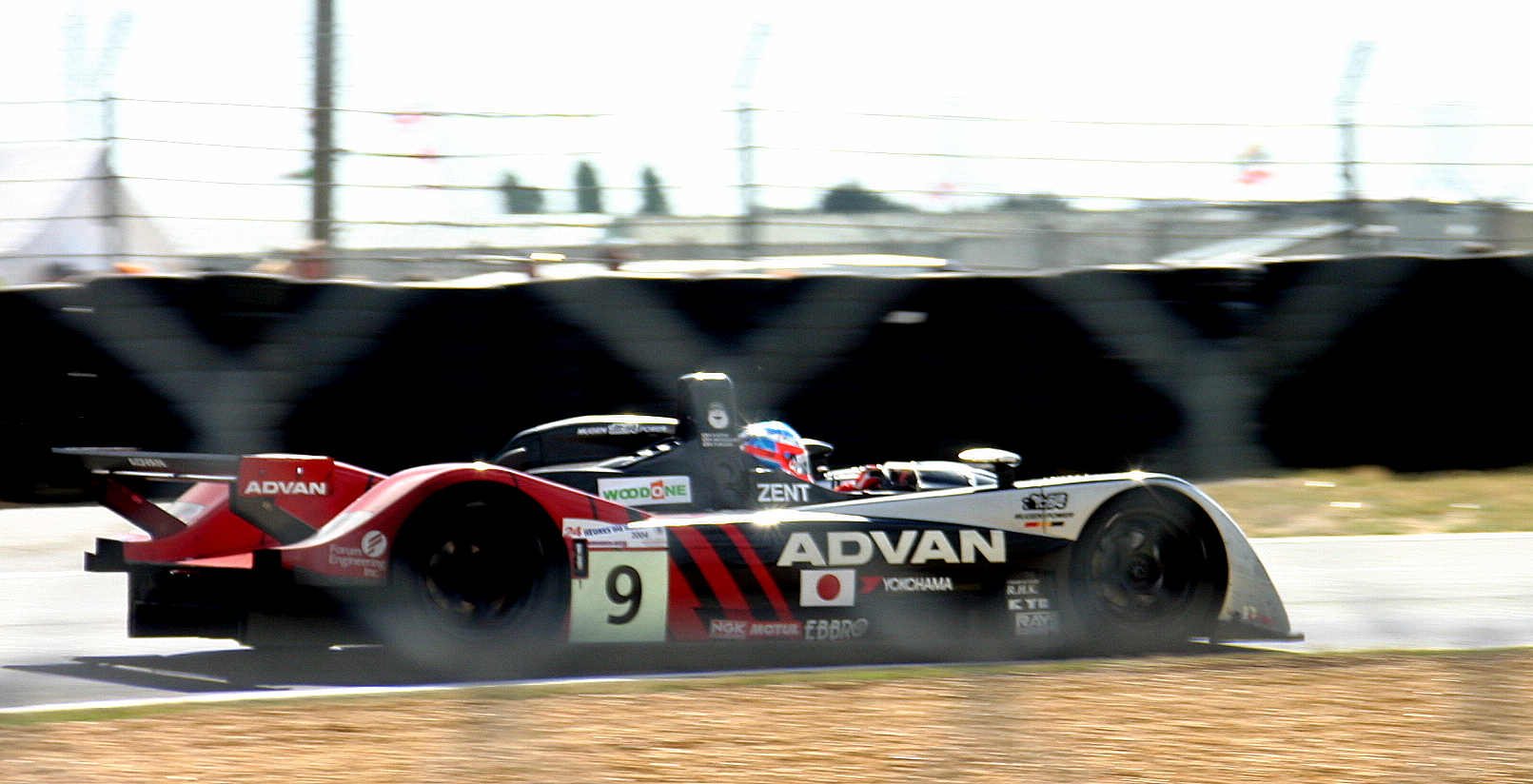
Ryō Fukuda im Dome S101 beim 24-Stunden-Rennen von Le Mans 2004

Ryō Fukuda (jap. 福田 良, Fukuda Ryō; * 26. Juni 1979 in Fukuoka, Präfektur Fukuoka) ist ein ehemaliger japanischer Rennfahrer.

## Karriere
Fukuda begann seine Motorsportkarriere 1991 im Kartsport und war bis 1995 in dieser Sportart aktiv. 1996 wechselte er in den Formelsport und wurde Neunter der französischen Formel Campus. Ab 1997 trat er für zwei Jahre in der französischen Formel Renault an. Nach Platz sieben in der ersten Saison, belegte er am Ende der zweiten Saison mit drei Siegen den sechsten Gesamtrang. 1999 wechselte Fukuda in die französische Formel-3-Meisterschaft und beendete seine erste Saison auf dem neunten Platz in der Gesamtwertung. 2000 gelang es ihm zwei Rennen zu gewinnen. Am Ende der Saison belegte er hinter Jonathan Cochet und Tiago Monteiro den dritten Platz in der Fahrerwertung. Beim prestigeträchtigen Macau Grand Prix wurde er Dritter. 2001 bestritt Fukuda seine dritte Saison in der französischen Formel-3-Meisterschaft. Für Saulnier Racing startend gewann er mit sieben Siegen aus elf Rennen den Meistertitel vor Monteiro.
2002 wurde Fukuda Testfahrer beim Formel-1-Rennstall British American Racing. Außerdem nahm er an einem Rennen des Porsche Supercups und am 24-Stunden-Rennen von Le Mans teil. 2003 trat er in Europa nur zum 24-Stunden-Rennen von Le Mans an und wurde Zehnter in der LMP-900-Klasse. Darüber hinaus nahm er in seiner Heimat an fünf Rennen der Formel Nippon teil und belegte den 14. Gesamtrang. 2004 kehrte Fukuda wieder vollständig nach Europa zurück. Er nahm erneut am 24-Stunden-Rennen von Le Mans teil. In der World Series by Nissan erhielt er ein Cockpit bei Paul Belmondo Racing. Allerdings zog sich der Rennstall bereits nach dem zweiten Rennwochenende aus der Meisterschaft zurück und der Rennfahrer blieb für die restliche Saison ohne Cockpit. In der Gesamtwertung belegte er mit einem dritten Platz als bestes Resultat den 15. Gesamtrang.
2005 blieb er in der inzwischen in World Series by Renault umbenannten Meisterschaft. Er kehrte zu seinem ehemaligen Team Saulnier Racing zurück und wurde Teamkollege von Simon Pagenaud. Nachdem er in der ersten Saisonhälfte bei einigen Rennen Punkte erzielen konnte, blieb er in der zweiten Saisonhälfte punktelos. Mit 11 zu 30 Punkten unterlag er Pagenaud im teaminternen Duell und belegte den 20. Platz in der Fahrerwertung. Nachdem er im Winter am ersten Rennwochenende der neuen A1 Grand Prix für das japanische Team gestartet war, kehrte er 2006 in die World Series by Renault zurück. Fukuda startete für Tech 1 Racing und hatte wechselnde Teamkollegen. Mit zwei vierten Plätzen als beste Resultate belegte er am Ende der Saison den 16. Platz in der Meisterschaft.
Seit dem Ende der Saison 2006 hat Fukuda an keiner Rennserie mehr teilgenommen.

## Statistik

### Karrierestationen
- 1991–1995: Kartsport
- 1996: Französische Formel Campus (Platz 9)
- 1997: Französische Formel Renault (Platz 7)
- 1998: Französische Formel Renault (Platz 6)
- 1999: Französische Formel-3-Meisterschaft (Platz 9)
- 2000: Französische Formel-3-Meisterschaft (Platz 3)
- 2001: Französische Formel-3-Meisterschaft (Meister)
- 2002: Formel 1 (Testfahrer)
- 2003: Formel Nippon (Platz 14)
- 2004: World Series by Nissan (Platz 15)
- 2005: World Series by Renault (Platz 20)
- 2006: World Series by Renault (Platz 16); A1 Grand Prix

### Le-Mans-Ergebnisse
| Jahr | Team         | Fahrzeug              | Teamkollege      | Teamkollege     | Platzierung | Ausfallgrund |
| ---- | ------------ | --------------------- | ---------------- | --------------- | ----------- | ------------ |
| 2002 | Auto Palace  | Ferrari 360 Modena GT | Laurent Cazenave | Guillaume Gomez | Rang 40     |              |
| 2003 | Kondō Racing | Dome S101             | Ukyō Katayama    | Masahiko Kondō  | Rang 13     |              |
| 2004 | Kondō Racing | Dome S101             | Hiroki Katō      | Ryō Michigami   | Ausfall     | Defekt       |